# Aleksiej Tronow
Aleksiej Tronow (ros. Алексей Тронов) – rosyjski kulturysta.
Pochodzi z Nowosybirska. Mieszka w Moskwie. Jako kulturysta aktywnie uczestniczy w zawodach od 2002 roku. Mistrz Europy (2015) oraz dwukrotny mistrz Rosji (2012, 2015) w kulturystyce.